# 합토수
합토수(hapto數) 또는 햅티시티(hapticity)는 배위결합에서 연결된 여러원자에 한대 배위할 때 결합한 원자 개수를 말한다. 예를 들어 금속 원자에 벤젠이 배위하면 합토수는 6이다.